# Xã Forman, Quận Sargent, Bắc Dakota
Xã Forman (tiếng Anh: Forman Township) là một xã thuộc quận Sargent, tiểu bang Bắc Dakota, Hoa Kỳ. Năm 2010, dân số của xã này là 48 người.